# Coshocton County
Coshocton County er et county i den amerikanske delstat Ohio.  

## Demografi
Ifølge folketællingen fra 2000 boede der 36.655 personer i amtet. Der var 14.356 husstande med 10.164 familier. Befolkningstætheden var 28 personer pr. km². Befolkningens etniske sammensætning var som følger: 97,35 % hvide, 1,09 % afroamerikanere, 0,17 % indianere, 0,32 % asiater, 0,03 % fra Stillehavsøerne, 0,20 % af anden oprindelse og 0,84 % fra to eller flere grupper.
Der var 14.356 husstande, hvoraf 32,60% havde børn under 18 år boende. 57.80 % var ægtepar, som boede sammen, 9,20 % havde en enlig kvindelig forsøger som beboer, og 29,20 % var ikke-familier. 25.40 % af alle husstande bestod af enlige, og i 11,90 % af tilfældene boede der en person som var 65 år eller ældre.
Gennemsnitsindkomsten for en hustand var $34.701 årligt, mens gennemsnitsindkomsten for en familie var på $41.676 årligt.